# Eleccions i referèndum d'Alemanya del 1936
Les eleccions i referèndum alemanys de 1936 es van celebrar el 29 de març per escollir els nous membres del Reichstag. Aquestes a més van prendre la forma d'un referèndum d'una sola pregunta, preguntant als votants si aprovaven l'ocupació militar a Renània. A les eleccions parlamentàries es va presentar una sola llista, formada exclusivament pel NSDAP i alguns candidats independents partidaris del règim. Igual que les eleccions anteriors a l'Alemanya nazi, es va caracteritzar per l'alta participació, la intimidació de votants i un resultat enormement desequilibrat, amb un 99,0% de participació oficial. A més, eren les primeres després de la promulgació de les Lleis de Nuremberg.
El nou Reichstag va ser convocat per primera vegada el 30 de gener de 1937 per triar un Presídium encapçalat pel president del Reichstag, Hermann Göring.

## Resultats
|                                 |                                 |            |       |        |
| Partit                          | Partit                          | Vots       | %     | Escons |
|                                 | NSDAP                           | 44,462,458 | 98.80 | 741    |
| En Contra                       | En Contra                       | 540,244    | 1.20  | –      |
| Vots nuls/en blanc              | Vots nuls/en blanc              | 540,244    | 1.20  | –      |
| Total                           | Total                           | 45,002,702 | 100   | 741    |
| Votants registrats/Participació | Votants registrats/Participació | 45,455,217 | 99.00 | –      |
| Font: Nohlen & Stöver           |                                 |            |       |        |